# Titan T-51 Mustang
Titan T-51 Mustang je 3/4 replika ameriškega lovca iz 2. svetovne vojne P-51 Mustang. T-51 je zasnoval John Williams, lastnik podjetja Titan Aircraft. Letalo se prodaja v kit obliki in je namenjeno sestavljanju doma. V ZDA spada letalo v kategorijo LSA (Light Sport Aircraft).
P-51 je imel okrog 1500 konjski motor Packard V-1650 (licenčna verzija Merlina), T-51 ima za razliko samo 100 konjskega Rotax 912. Ima pa T-51 zadovoljive sposobnosti za tako majhen motor.

## Specifikacije
Splošne karakteristike
- Posadka: 2
- Dolžina: 23 ft 6 in (7,16 m)
- Razpon kril: 24 ft (7,32 m)
- Višina: 9 ft 2 in (2,8 m)
- Površina kril: 118 sq ft (10,96 sq m)
- Teža praznega letala: 850 lb (385 kg)
- Naložena teža: 1450 lb (658 kg)
- Pogon letala: 1 ×  4-valjni 4-taktni bencinski motor Rotax 912ULS/3, 100 KM (75 kW)
- Propelerji: Štirikraki z nastavljivim vpadnim kotom propeler

 Zmogljivost 
- Neprekoračljiva hitrost: 197 mph (317 km/h) 171 vozlov
- Maks. hitrost: 197 mph (317 km/h) 171 vozlov
- Potovalna hitrost: 150 mph (241 km/h) 130 vozlov
- Hitrost porušitve vzgona: 39 mph (63 km/h) 34 vozlov
- Doseg: 720 milj (1159 km) z rezervo
- Višina leta: 16000-18000 ft (4877-5486 m)
- Hitrost vzpenjanja: 1200 ft/min (6,1 m/s)
- Vzletna razdalja:  300 ft (91 m)
- Pristajalna razdalja:  300 ft (91 m)